# Gelb-Weiß Görlitz
Der Niederschlesische Fußballverein Gelb-Weiß Görlitz ist ein deutscher Fußballverein aus Görlitz in der niederschlesischen Oberlausitz. Heimstätte des 250 Mitglieder starken Vereins ist das Stadion Junge Welt.

## Verein

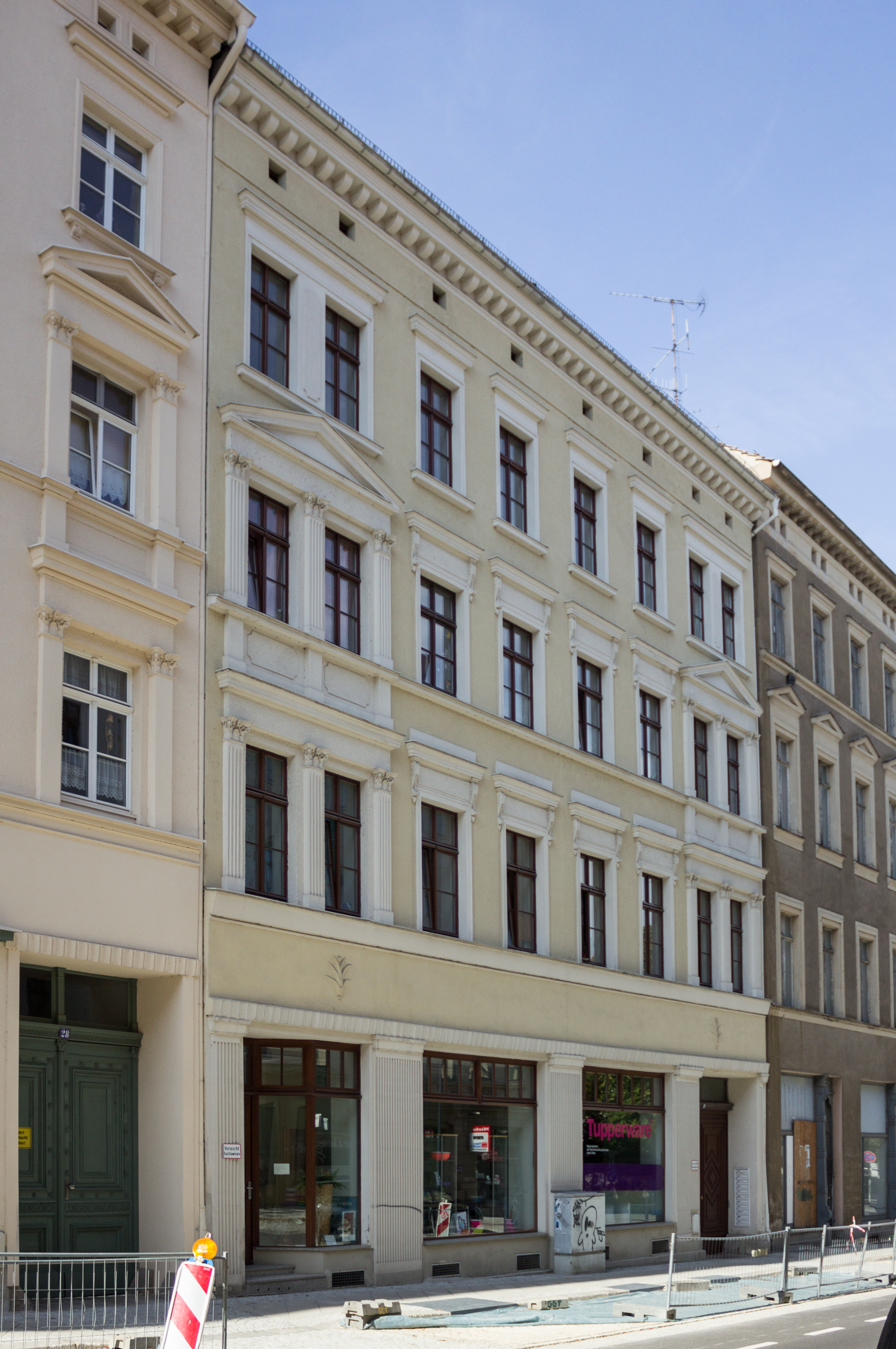
Das ehemalige Vereinslokal „Binners Bierstuben“ (vor 1933)

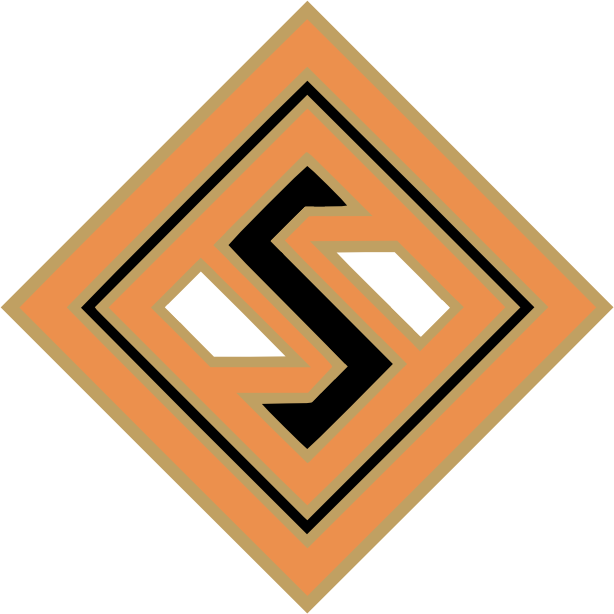
Altes Logo des Fußballvereins Gelb-Weiß Görlitz

Historisches Logo der BSG Motor WAMA Görlitz

Gelb-Weiß Görlitz wurde 1909 als Sportclub Wanderslust gegründet. Bereits 1910 wurde der Verein in Fußballclub Union umbenannt. Mit der Gründung einer Leichtathletikabteilung im Jahr 1913 trat der Verein unter dem Namen Sportclub Union an.
Der SpVgg Gelb-Weiß Görlitz entstand 1923, als sich im Zuge der von den Dachverbänden angeordneten „reinlichen Scheidung“ die Fußballabteilung des ATV 1847 Görlitz vom Turnverein abspaltete und einen selbständigen Verein gründete. Größere Spiele wurden auf dem Schenkendorffplatz in der heute zu Polen gehörenden Stadthälfte (heutiger Platz des Vereins Nysa Zgorzelec) ausgetragen. 1914 hatte der Klub seinen eigenen Platz an der Ecke Reichenbacher Straße/Kaiserring (heute Rosa-Luxemburg-Straße) bezogen, der während des Ersten Weltkrieges geschleift wurde. 1928, 1931 und 1932 wurde der nun in Groß Biesnitz beheimatete Verein Oberlausitzer Meister und erreichte damit die Teilnahme an der südostdeutschen Endrunde. 1933 verpasste Gelb-Weiß Görlitz die Qualifikation für die neu eingeführte Gauliga Schlesien und spielte fortan in der zweitklassigen Bezirksliga Niederschlesien. Durch den ersten Platz in der Abteilung 2 der Bezirksliga Niederschlesien 1940/41 qualifizierte sich Görlitz für das Finale der Bezirksmeisterschaft, welches sie zwar gegen den WSV Liegnitz verloren, dennoch ebenfalls in die neu geschaffene Gauliga Niederschlesien aufsteigen durften. Bereits in der ersten Gauliga-Saison 1941/42 zog sich Görlitz jedoch komplett vom Spielbetrieb zurück.
Im Jahr 1945 wurde nach dem Verbot der Vereine der organisierte Sport unter dem Namen SG Görlitz-West westlich der Lausitzer Neiße wiederbelebt. In der Folgezeit kam es, den politischen Entwicklungen in SBZ und DDR Rechnung tragend, zu weiteren Namenswechseln: 1948 zunächst in SG Vorwärts Görlitz und ab 1951 dann in BSG Motor Görlitz. Mit dem Einsteigen des ortsansässigen Trägerbetriebes Waggonbau Görlitz verbesserten sich die ökonomischen Rahmenbedingungen. 1958 schafften die Görlitzer den Aufstieg aus der damals viertklassigen Bezirksliga Dresden in die II. Liga. Gleich in der ersten Saison wurde der erneute Aufstieg nur knapp hinter Motor Karl-Marx-Stadt verpasst. Nach insgesamt vier Spielzeiten in der dritthöchsten Spielklasse der DDR spielte die BSG Motor WAMA Görlitz, wie die Betriebssportgemeinschaft ab Sommer 1965 nach dem Zusammenschluss von Motor mit der Fußballabteilung der BSG Energie hieß, größtenteils auf regionaler Ebene des Bezirkes Dresden. 1965 und 1977 gelang jeweils der Aufstieg in die Liga, die zweithöchste Spielklasse des DDR-Fußballs. Diese erwies sich für Görlitz als eine Nummer zu groß. In beiden Jahren mussten die Niederschlesier gemeinsam mit Fortschritt Weißenfels bzw. Dynamo Lübben den direkten Wiederabstieg in die Bezirksliga Dresden hinnehmen.
Nach der Wende wurde am 2. Juli 1991 der NSV Gelb-Weiß Görlitz neu gegründet. Sportlich agierten die Görlitzer von 1990 bis 2000 zehn Jahre in der Bezirksliga Dresden. Am 1. Januar 1999 löste sich die Fußballabteilung aus dem NSV heraus und spielt seitdem als NFV Gelb-Weiß Görlitz. Im Jahr 2000 gelang der Aufstieg in die Landesliga Sachsen. Im September 2016 zog der NFV-Gelb-Weiß Görlitz mit sofortiger Wirkung seine Erste Mannschaft aus dem Landesliga-Betrieb zurück und stand somit als erster Absteiger zur Saison 2016/17 fest. Gründe hierfür waren Ermittlungen gegen den Vorstand sowie die Festnahme zweier ausländischer, offiziell spielberechtigter Spieler.

## Statistik
- Teilnahme DDR-Liga: 1965/66, 1977/78
- Teilnahme II. DDR-Liga: 1959, 1960, 1961/62, 1962/63
- Ewige Tabelle der DDR-Liga: Rang 154

## Erfolge
- 3 × Oberlausitzer Meister und Teilnehmer an der Südostendrunde: 1928, 1931, 1932
- 1 × Oberlausitzer Vizemeister und Teilnehmer an der Südostendrunde: 1933

## Spieler
- Johannes Schöne (1941, Jugend)
- Hans-Jürgen Dörner (1965–1967, Jugend)
- Jens Jeremies (1980–1986, Jugend)